# Magnolia guerrerensis
Espèce
Statut de conservation UICN

 EN B1ab(iii) : En danger
Magnolia guerrerensis est une espèce de plantes à fleurs de la famille des Mangoliacées. C'est un arbre endémique du Mexique.

## Description
Cet arbre mesure entre 6 et 20 m de haut.

## Répartition et habitat
Cette espèce est endémique de l'état de Guerrero au Mexique. Elle est présente dans la forêt de nuage situé au centre du Guerrero, qui est caractérisé par une période sèche de six mois. Elle est associée avec des arbres des genres Persea, Quercus (chênes), Pinus (pins) et Clethra. Elle pousse dans un sol profond avec une épaisse litière de feuilles.